# Iván Corrales
Pour les articles homonymes, voir Corrales.
Iván Corrales, né le 12 juillet 1974, à Plasencia, en Espagne, est un ancien joueur de basket-ball espagnol. Il évolue durant sa carrière au poste de meneur.

## Palmarès
- Champion d'Espagne 1994
- Finaliste du championnat d'Europe 1999